# Otaviano Canuto
Otaviano Canuto dos Santos Filho (Aracaju, 5 de janeiro de 1956) é um economista brasileiro. Foi Diretor Executivo do Fundo Monetário Internacional - FMI para Brasil, Cabo Verde, República Dominicana, Equador, Guiana, Haiti, Nicarágua, Panamá, Suriname, Timor-Leste e Trindade e Tobago. Atualmente, é Diretor Executivo do Banco Mundial para Brasil, Colômbia, República Dominicana, Equador, Haiti, Panamá, Filipinas, Suriname e Trindade e Tobago.

## Educação
Canuto obteve sua graduação como bacharel em economia pela Universidade Federal de Sergipe, São Cristovão-Sergipe, Brasil, onde estudou no período de 1973-76. Foi ganhador do "Prêmio Mestre na Arte da Economia", da Universidade de Concordia, Montreal- Quebec, Canadá, de 1979-1981. Canuto recebeu o título de doutor em economia pela Universidade Estadual de Campinas (UNICAMP), Campinas-São Paulo, Brasil, onde estudou de 1986 até 1991.

## Premiações
| Ano  | Recipiente                                      | Categoria  | Resultado |
| ---- | ----------------------------------------------- | ---------- | --------- |
| Ano  | Recipiente                                      | Categoria  | Resultado |
| 1998 | Prêmio Ceferino Vaz de Reconhecimento Acadêmico | Economia   | Venceu    |
| 1996 | Medalha do Mérito Econômico (CORECON-SE)        | Economista | Venceu    |

## Livros
- Otaviano, Canuto (1994), Brasil e Coréia do Sul: Os (Des)Caminhos da Industrialização Tardia, ISBN 978-8521308010, 1, 1, São  Paulo: Nobel.}}